# Gangs of London
Gangs of London és un videojoc publicat l'1 de setembre de 2006, desenvolupat per Team SOHO i publicat per Sony Computer Entertainment. Es va llançar per la PlayStation Portable de Sony. Malgrat que té els mateixos desenvolupadors i està ubicat al mateix lloc de la saga The Getaway, l'argument del joc no es relaciona amb la saga.
El jugador pot triar cinc bandes diferents a Londres, totes elles amb diferents colors i ètnies:
- The Talwar Brothers
- The EC2 Crew
- The Water Dragon Triad
- Zakharov Organization
- The Firm

Va ser qualificat com el cinquè videojoc més venut el setembre del 2006.
El cantant asturià Melendi apareix en el joc.